# Saint-Martin-Petit
 Saint-Martin-Petit  es una población y comuna francesa, en la región de Aquitania, departamento de Lot y Garona, en el distrito de Marmande y cantón de Marmande-Ouest.

## Demografía
| 240 | 238 | 289 | 342 | 384 | 357 |
| Para los censos de 1962 a 1999 la población legal corresponde a la población sin duplicidades (Fuente: INSEE [Consultar]) |     |     |     |     |     |